# Tarnaszentmária
Tarnaszentmária (ehemals Szentmária) ist eine ungarische Gemeinde im Kreis Eger im Komitat Heves.

## Geografische Lage
Tarnaszentmária liegt am östlichen Rand des Mátra-Gebirges, 13 Kilometer westlich der Kreisstadt Eger, am Fluss Tarna. Nachbargemeinden sind Verpelét, Kisnána, Egerszólát und Sirok. Die höchste Erhebung ist der 368 m hohe Bóna, der nordwestlich des Ortes liegt.

## Sehenswürdigkeiten
Das Wahrzeichen von Tarnaszentmária ist die im Zentrum des Ortes befindliche Kirche. Sie ist eine der ältesten Kirchen in Ungarn und hat ihre ursprüngliche Form fast vollständig bewahrt. Architekturhistoriker datieren den Bau der Kirche auf das 10. bis 11. Jahrhundert. Stilistische Merkmale der Kirche zeigen einen kaukasischen  Einfluss.

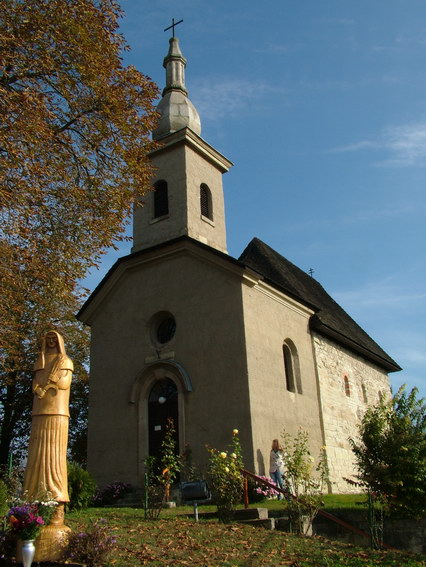
Kirche
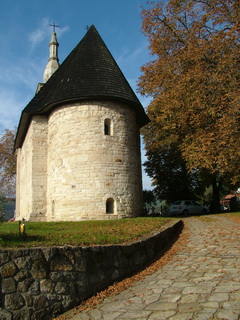
Rückseite der Kirche
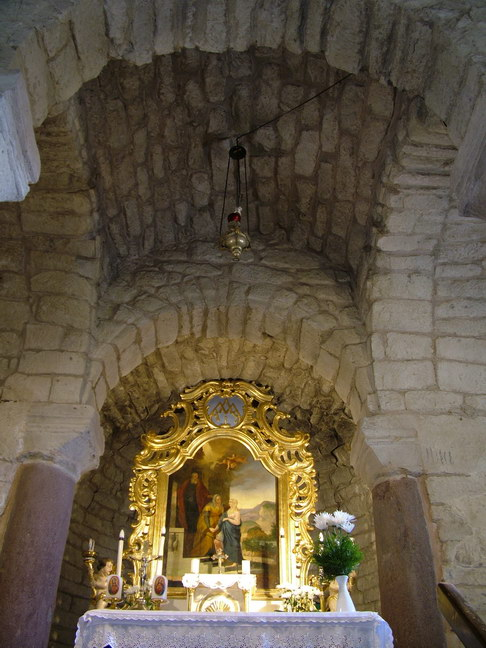
Altar in der Kirche
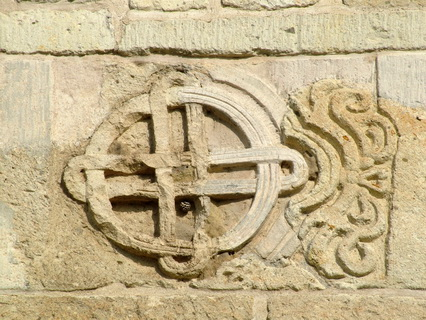
Verzierung außen an der Kirche
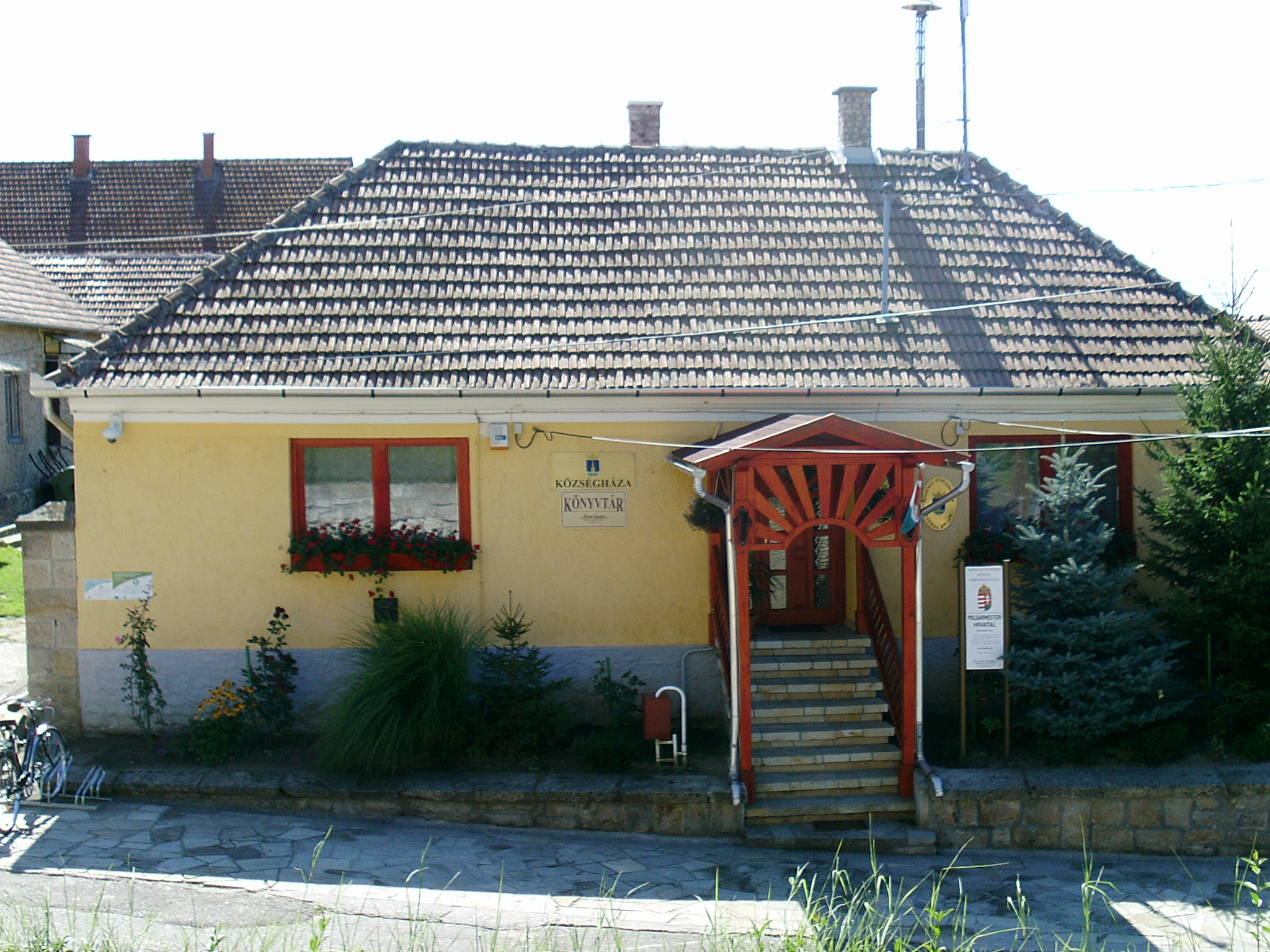
Bürgermeisteramt und Bibliothek
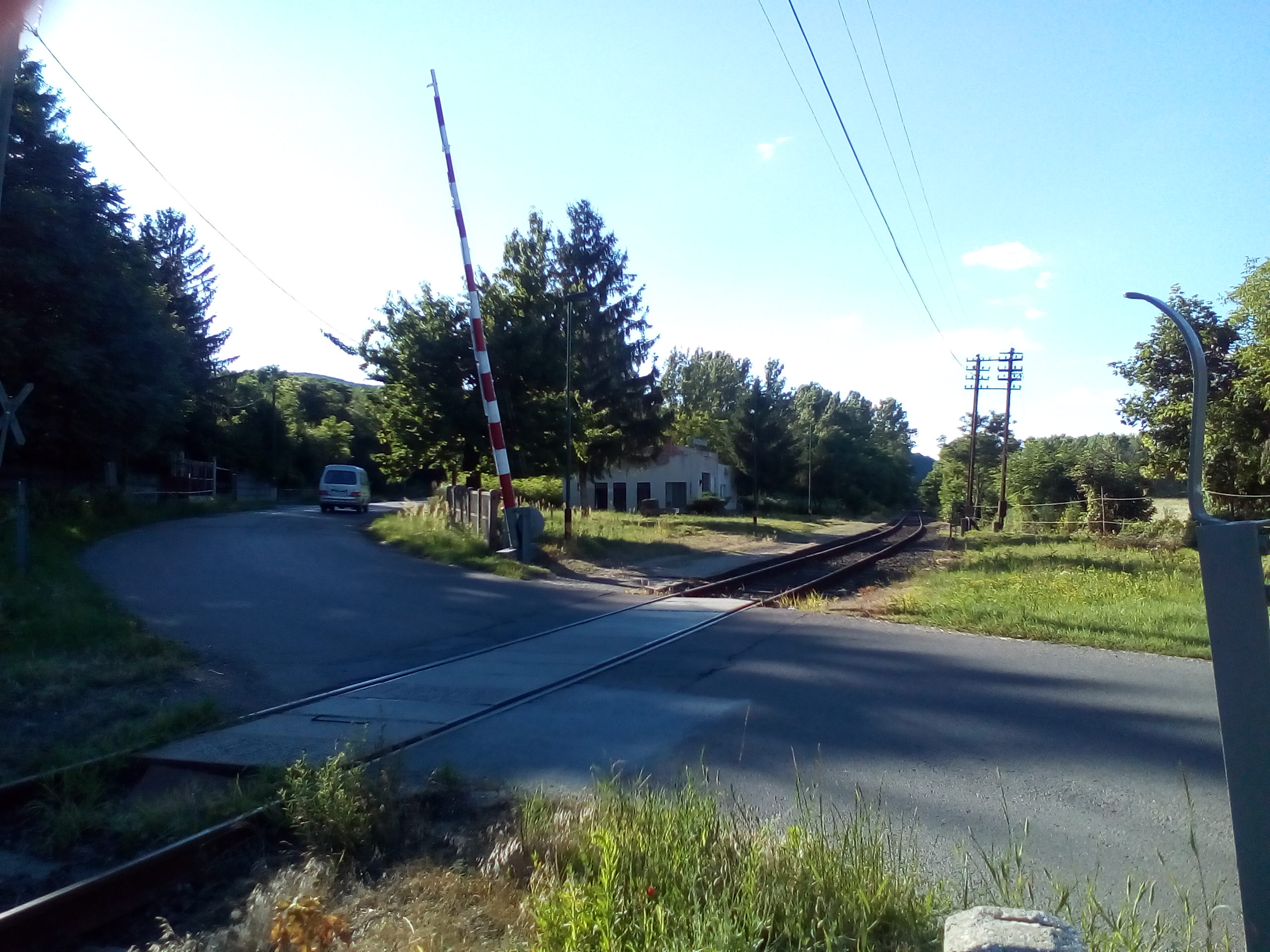
Blick auf den ehemaligen Bahnhof

## Verkehr
Durch Tarnaszentmária verläuft die Landstraße Nr. 2415, von der die Nebenstraße Nr. 23128 in östliche Richtung nach Egerszólát abzweigt. Es bestehen Busverbindungen über Verpelét nach Eger, nach Sirok sowie nach Kápolna. Die Gemeinde liegt an der Eisenbahnstrecke von Kisterenye nach Kál-Kápolna, jedoch wurde die Personenbeförderung 2007 eingestellt, so dass Reisende die nächstgelegenen Bahnhöfe in Eger oder Kál-Kápolna nutzen müssen.